# Francesinha

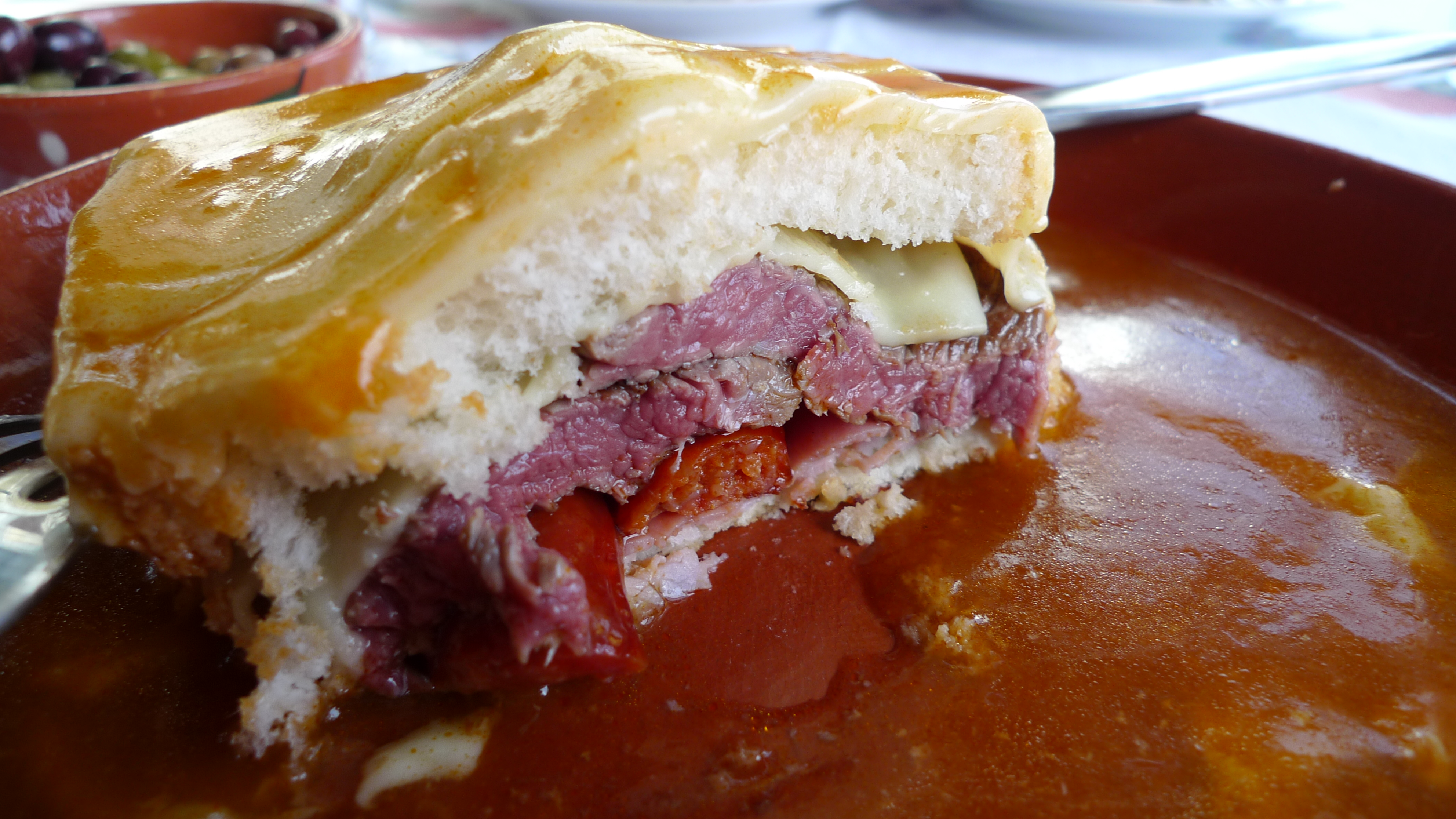
Francesinha z wołowiną i serem w tłustym, piwnym sosie

Francesinha (po portugalsku Mała Francuzeczka) – portugalskie danie w formie kanapki pochodzące z Porto, jedna z odmian zapiekanki Croque. Obecnie jeden z najpopularniejszych portugalskich fast-foodów. 

## Skład dania
Francesinha wykonywana jest tradycyjnie z: chleba, twardej szynki linguiça, świeżej kiełbasy, steka lub pieczonego mięsa, posypana żółtym serem i grubą warstwą sosu pomidorowo-piwnego. Zazwyczaj podaje się ją z frytkami. 
Istnieje wiele odmian francesinhi, do najpopularniejszych należą:
- Francesinha à Barcarola -  z krewetkami;
- Francesinha de carne assada - z pieczoną wieprzowiną;
- Francesinha à Cascata - z grzybami i śmietaną.

Inne odmiany obejmują różne nadzienia, takie jak drób, pastrami, tuńczyk czy odmiany wegetariańskie.

## Historia
Daniel da Silva, powracający do Porto emigrant z Francji i Belgii, spróbował przenieść croque-monsieur do portugalskiej kuchni. Najpierw stworzył specjalny sos, a kanapki zapełnił miejscowymi odmianami mięs. W 1953 w restauracji „A Regaleira” w Rua do Bonjardim w Porto Francesinha stała się popularną potrawą i zaczęła być kojarzona z miastem.